# Pierre-Charles Coqueret
Pour les articles homonymes, voir Coqueret.
Pierre-Charles Coqueret, né le 12 décembre 1761 à Paris et mort le 3 janvier 1851 à Saint-Florentin (Yonne), est un graveur à l'aquatinte.

## Biographie
Pierre-Charles Coqueret naît en 1761 au 18 rue du Pont-aux-Choux à Paris. Il est élève de l'Académie royale et de Janinet. Il épouse Marie Nicole Bonvalet à Versailles le 28 novembre 1793 (8 frimaire an II).
Il expose au Salon de 1798 à 1810.
Graveur à la roulette et à l'aquatinte, on a de cet artiste : Junius Brutus prononçant la condamnation de ses fils ; Virginius ; une frise où l'auteur retrace d'une manière allégorique les événements du 9 thermidor, ces trois estampes gravées d'après les dessins de Lethiers, exposées en 1797 ; portrait du général Mounier, d'après Le Barbier l'Aîné ; idem du général Marbot, d'après Wicar, exposé en 1800 ; Intérieur d'écurie, d'après C. Vernet[Lequel ?] exposé en 1801 ; un portrait d'après Boucher exposé 1804 ; Départ pour la chasse d'après C. Vernet exposé en 1810. Il obtient une médaille d'encouragement pour la gravure de Junius Brutus.

## Œuvres
Pierre-Charles Coqueret réalise de nombreux portraits de généraux et de députés, ainsi que diverses gravures :

### Portraits de généraux
- Pierre Riel de Beurnonville (1752-1851)[7]
- Louis Charles Antoine Desaix (1768-1800)[8]
- Jean-Charles Pichegru (1761-1804)[9]
- André Masséna (1759-1817)[10]
- Louis-Alexandre Berthier (1753-1815)[11]
- Jean-Baptiste Jourdan (1762-1833)[12]
- Jean Victor Marie Moreau (1763-1813)[13]
- Charles Édouard Jennings de Kilmaine (1751-1799)[14]
- Lazare Hoche (1768-1797)[15] , [16]
- Jean-Charles Monnier (1758-1816), d'après Le Barbier l'Aîné[17]
- Théophile-Malo de La Tour d'Auvergne-Corret (1743-1800)[18]
- Jean Hardy (1762-1802)[19]
- Barthélemy Louis Joseph Schérer (1747-1804)[20]

Portraits de généraux
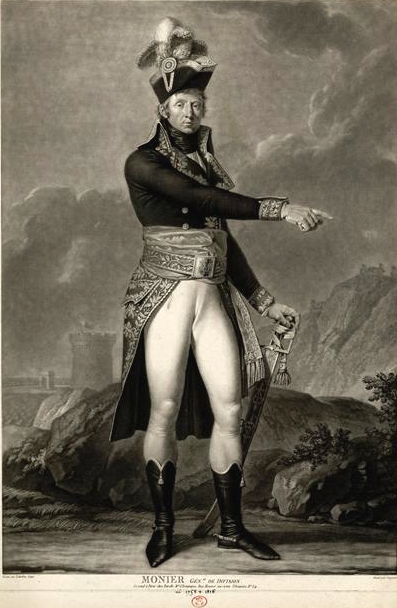
Jean-Charles, comte Monnier
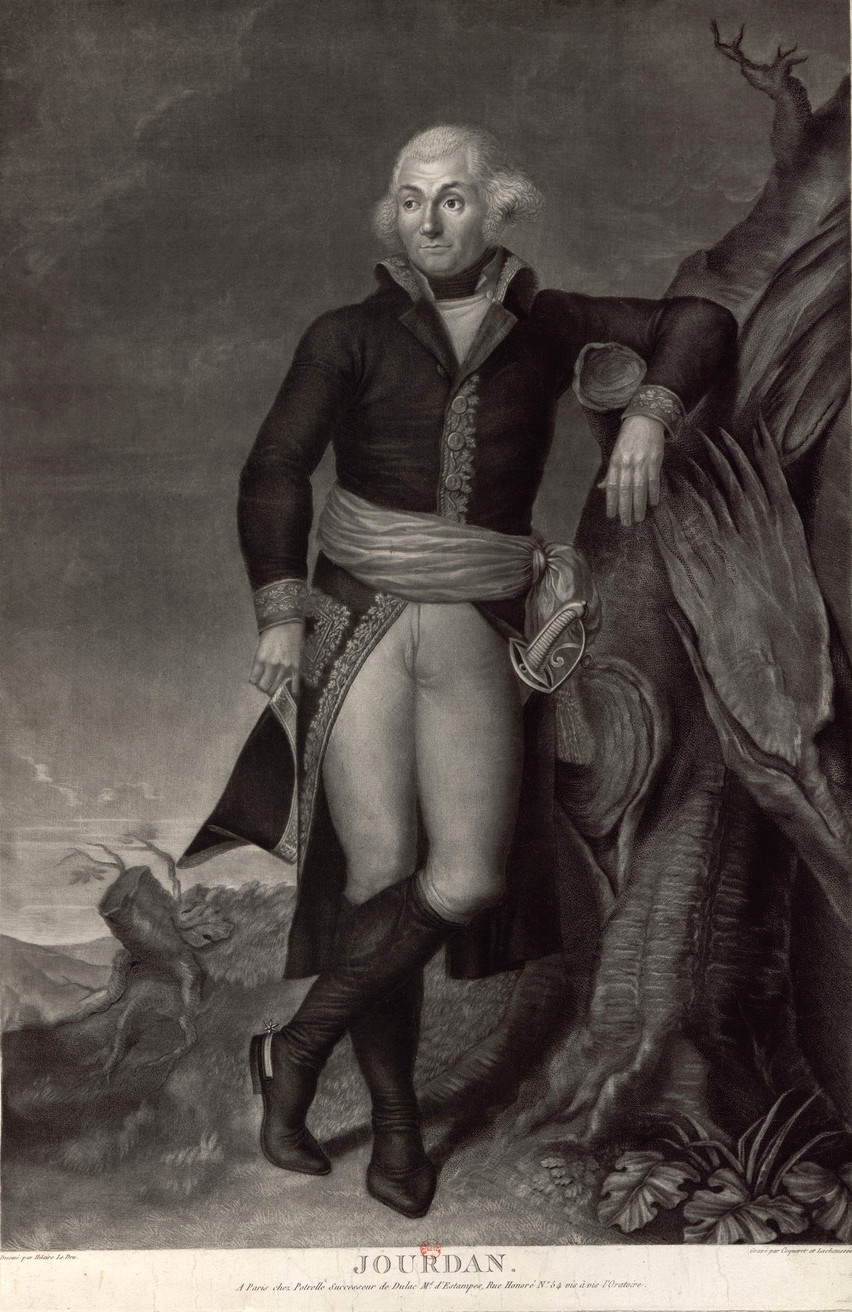
Jean-Baptiste Jourdan
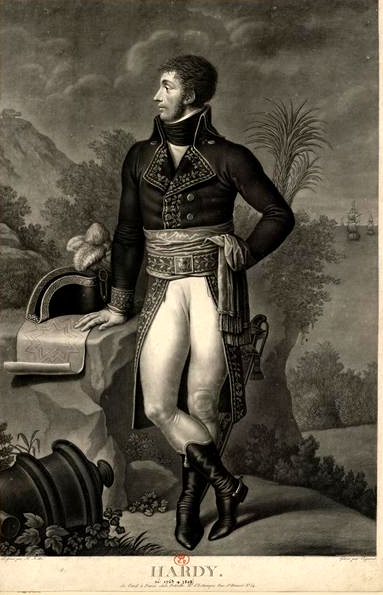
Jean Hardy
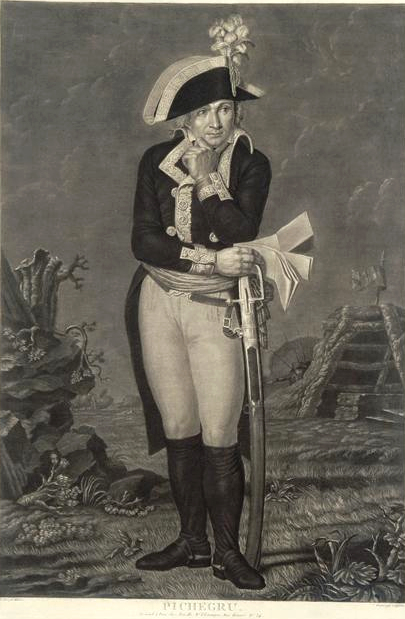
Charles Pichegru
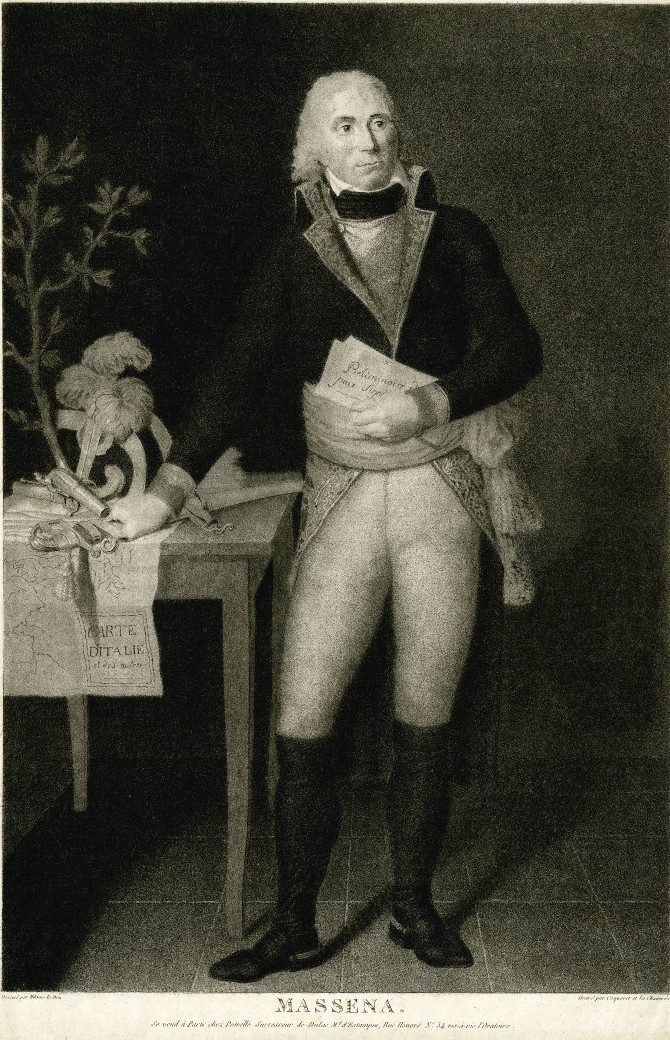
André Masséma

### Portraits de députés
- Jean Cartier (1723-1810), curé de la paroisse de La Ville-aux-Dames, député du clergé aux États généraux de 1789[21].
- Alexandre de Beauharnais (1760-1794), représentant de la noblesse aux États généraux de 1789[22]
- Pierre Joseph du Chambge d'Elbhecq (1733-1793)[23]
- Hugues-Thibault-Henri-Jacques de Lezay de Lusignan (1749-1814), député de la noblesse aux États généraux de 1789 pour la ville de Paris[24].
- Jean-Baptiste Girot-Pouzol (1753-1822), avocat représentant du Tiers état aux États généraux de 1789[25]
- Jean-Baptiste Treilhard (1742-1810), avocat, député du Tiers-état aux États généraux de 1789, président de l'Assemblée constituante de 1789[26]
- Charles Antoine Chasset (1745-1824), avocat et maire de Villefranche-sur-Saône, député du Beaujolais[27].
- Claude-Christophe Gourdan (1744-1804)[28]
- Charles-Guillaume Leclerc (1723-1795)[29]
- Jean-Georges-Charles Voidel (1758-1812)[30]
- Claude-François Roux de Raze (1758-1834)[31]
- Charles de Biencourt (1747-1814)[32]
- Charles-François Bouche (1737-1795)[33]
- Louis de Curt (1752-1804)[34]
- Gabriel Lasmartres (1745-1831)[35]
- Maximilien de Robespierre (1758-1794)[36]
- Christophe Antoine Gerle (1736-1801)[37]
- Jean-Nicolas Démeunier (1751-1814)[38]
- Jean-Joseph Rigouard (1735-1800)[39]
- Rémy Hippolyte Bidault (1747-?)[40]
- Adam-Philippe de Custine (1742-1793)[41]
- Marie-Gabriel-Louis-François Périer (1751-1815)[42]
- Jean-Baptiste Choisy (1742-1820)[43]
- Maurice Branche (1746 -1822)[44]
- François Mathieu de Rondeville[45]
- Jean-Xavier Bureau de Pusy (1750-1805)[46]
- Jean-Antoine Marbot (1754-1800), d'après Jean-Baptiste Wicar[47]

Portraits de députés à l'Assemblée nationale du 4 mai 1789
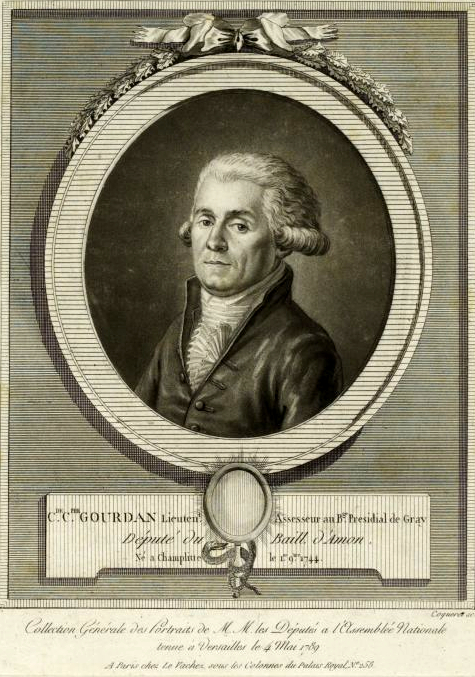
Claude-Christophe Gourdan
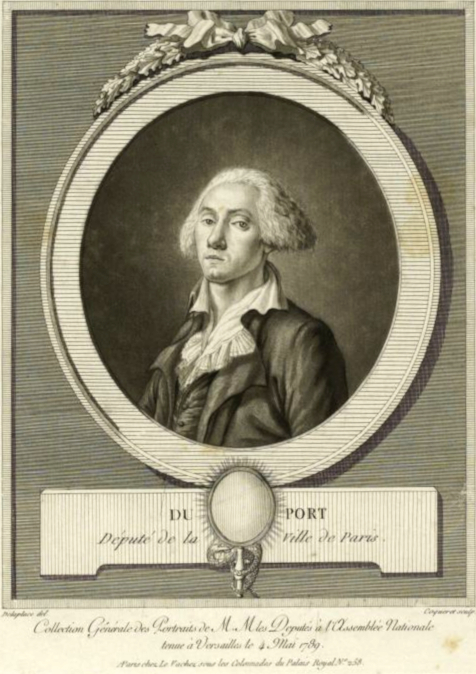
Adrien Duport
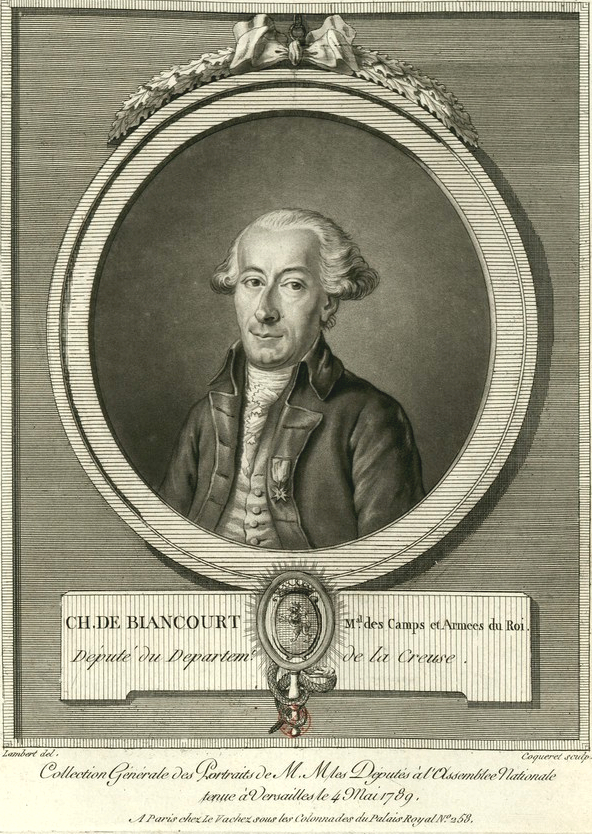
Charles de Biencourt
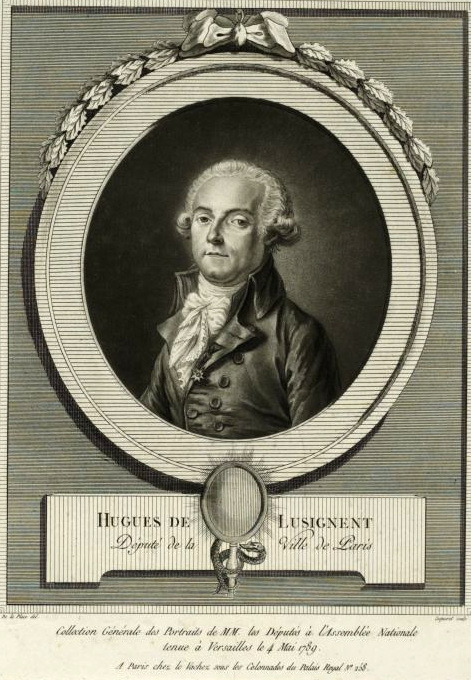
Hugues de Lusignem
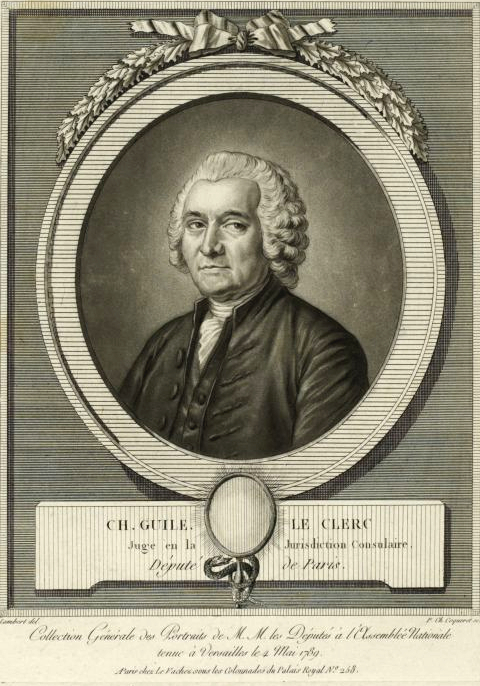
Charles-Guillaume Leclerc

### Œuvres diverses
- Bivouac de la Garde royale prussienne, dans le jardin du Luxembourg, près de l'Avenue de l'Observatoire (25,2 × 35,1 cm)[48]
- Trait de grandeur d'âme et de courage de Louis XVIII (23,9 × 36,1 cm)[49]
- Le Neuf thermidor ou la surprise anglaise[50]
- L'Adoration des mages[51]
- Lucius Junius Brutus condamnant ses fils à mort, d'après Guillaume Guillon Lethière [52]
- Personnage en buste[53]
- L'Assomption, église de Blagny-sur-Vingeanne[54]
- Louis XVI[55] , [56]
- Marie-Antoinette[57]
- Bonaparte[58]
- Marie-Louise[59]
- Bonaparte, Cambacérès et Lebrun[60]
- Galerie du palais royal d'après Angelo Garbizza, (40,4 × 49,1 cm)[61]
- Les Ennuyés chez eux d'après Carle Vernet, (22,6 × 35,5 cm)[62]

Œuvres diverses
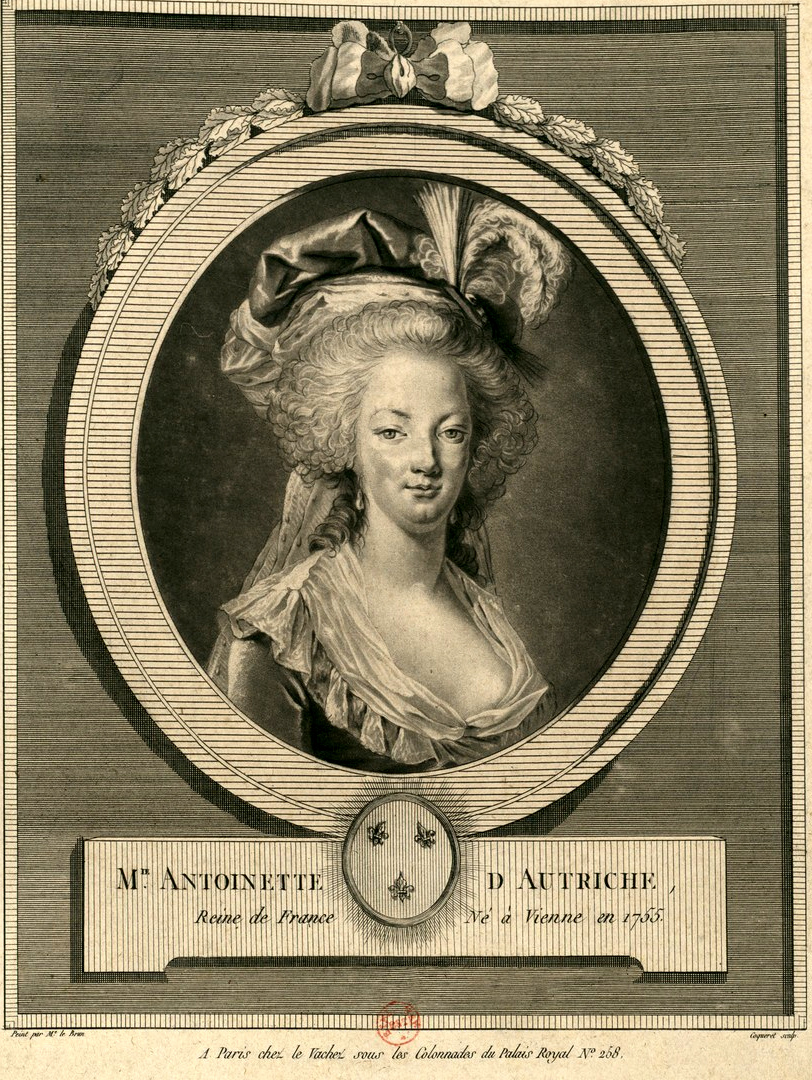
Marie-Antoinette
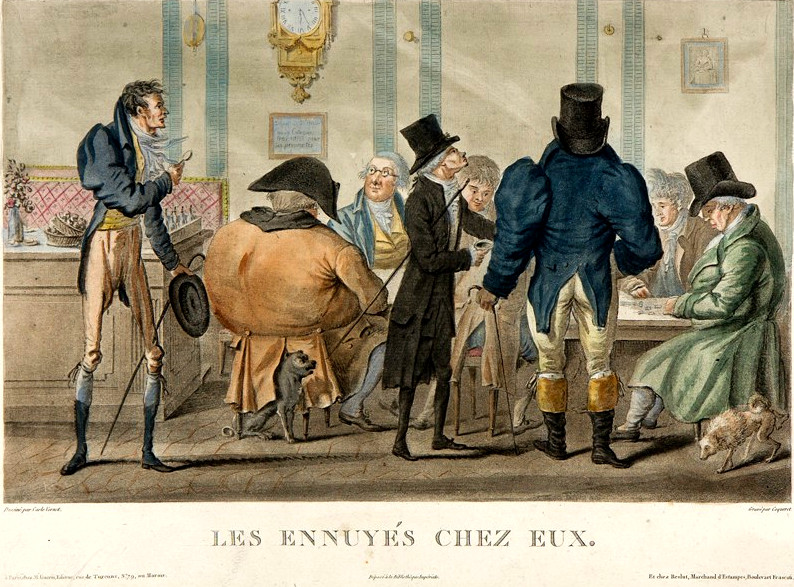
Les ennuyés chez eux
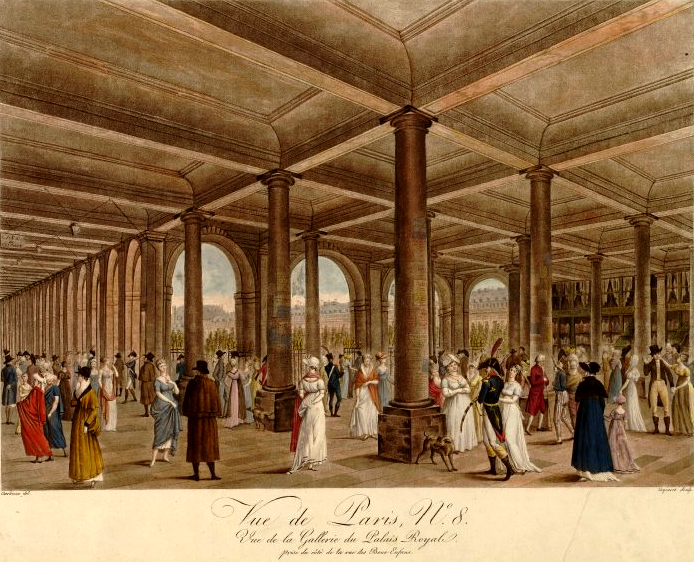
Galerie du palais royal
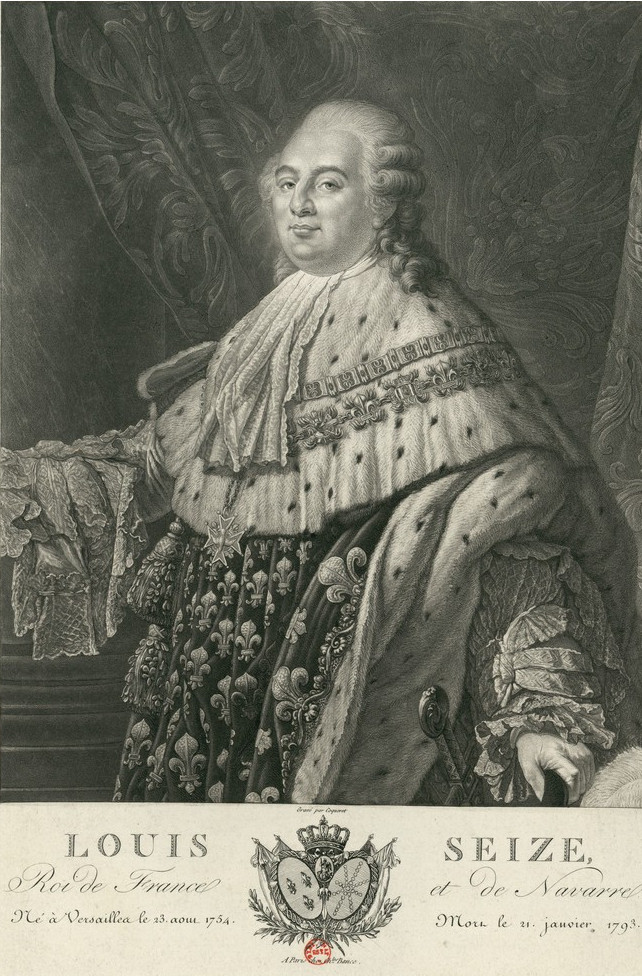
Louis XVI